# Manuel Sobreviñas

Wappen des Weihbischofs in Manila

Wappen des Bischofs von Imus

Manuel Cruz Sobreviñas (* 7. April 1924 in Dinalupihan; † 18. Juli 2020 in San Juan) war ein philippinischer Geistlicher und römisch-katholischer Bischof von Imus.

## Leben
Manuel Cruz Sobreviñas besuchte das Seminario Menor de San Carlos in Mandaluyong City (1931–1938) und studierte Philosophie (1943–1947) und Theologie (1947–1951) am University of Santo Tomas Central Seminary, einem Ableger der Päpstlichen und Königlichen Universität des heiligen Thomas von Aquin in Manila. Am 10. März 1951 empfing er in Villa San Miguel in Mandaluyong City in Manila die Priesterweihe. Er war Kaplan in Meycauayan (1951–1952) and San Ildefonso (1952–1957) sowie Pfarrer in Plaridel (1957–1959) und Marikina (1959–1960). 1960 war er Kaplan der Young Christian Workers und von 1961 bis 1962 des Veteran Memorial Hospital. Er war Pfarrer in San Mateo (1962–1975) und in Mandaluyong (1975–1979).
Papst Johannes Paul II. ernannte ihn am 7. April 1979 zum Weihbischof in Manila und Titularbischof von Tulana. Der Erzbischof von Manila, Jaime Lachica Kardinal Sin, spendete ihm am 25. Mai desselben Jahres in der Kathedrale von Manila die Bischofsweihe; Mitkonsekratoren waren Amado Paulino y Hernandez, Weihbischof in Manila, und Protacio Gungon, Weihbischof in Manila. Im Erzbistum Manila war er von 1979 bis 1993 unter anderem zuständig für die Schulen (Archdiocesan Parochial Schools Association (MAPSA)) und die Katechese. Von 1991 bis 1993 war er Vorsitzender der Kommission für Katechese und katholische Erziehung. Zudem war er weiterhin Pfarrer in Pasig City (1979–1993).
Am 25. Februar 1993 wurde er zum Bischof von Imus ernannt. Am 22. Oktober 2001 nahm Papst Johannes Paul II. seinen altersbedingten Rücktritt an. Sobreviñas starb im Juli 2020 im Cardinal Santos Medical Center in San Juan an den Folgen einer COVID-19-Infektion.